# Пір-Мухаммед
Пір-Мухаммед (*бл.1374 —22 листопада 1407) — емір та володар Держави Тимуридів в 1405—1407 роках.

## Життєпис
Походив з династії Тимура. Другий син Джахангір Мірза, старшого сина Тамерлана, та Севін-беги (онуки Узбек-хана, правителя Золотої Орди). Народився близько 1374 року. Втім, уже 1376 року втратив батька. Його старший брат Пір-Мухаммеда — Мухаммед-Султан (помер 1403 року) — вважався спадкоємцем Тимура. Спочатку мешкав в Самарканді, де здобув початкову освіту.
Згодом брав участь у походах свого діда. У 1392 році призначено намісником Кандагару, Кабула, Бадахшану і Хутталу. У 1398 році брав участь у поході проти делійського султана. Спочатку невдало себе виявив, з величезними труднощами перетнув Гіндукуш, ледь здолав опір прикордонних афганських племен. Проте звитяжив у битві при Паніпаті, де зазнало нищівної поразки військо делійського султана. Брав участь у захопленні Делі.
У 1401 році брав участь у поході Тимура проти Османської імперії, зокрема у битві при Анкарі (тут також добре відзначився). У 1404 році повернувся до власних володінь, зробивши головною ставкою місто Кандагар. У 1405 році після смерті діда, який напередодні назвав Пір-Мухаммеда своїм спадкоємцем, не встиг дістатися Самарканду, який було захоплено родичем Халіль-Султаном.
Не отримавши підтримки від стрийка Шахрух Мірзи, Пір-мухаммед зумів зайняти південні області Трансоксіани, але двічі зазнав поразки від Халіль-Султана, відступивши до Кандагару. Тут у листопаді 1407 року Пір-Мухаммеда було вбито власними емірами. Син Пір-Мухаммеда — Кайду — визнав зверхність Шахрух Мірзи.